# Ігл-Гарбор (Мічиган)
Ігл-Гарбор (англ. Eagle Harbor) — переписна місцевість (CDP) в США, в окрузі Ківіно штату Мічиган. Населення — 69 осіб (2020).

## Географія
Ігл-Гарбор розташований за координатами 47°27′6″ пн. ш. 88°9′13″ зх. д. / 47.45167° пн. ш. 88.15361° зх. д. (47.451539, -88.153496).  За даними Бюро перепису населення США в 2010 році переписна місцевість мала площу 5,33 км², з яких 4,67 км² — суходіл та 0,66 км² — водойми.

### Клімат
| Клімат : Ігл-Гарбор     | Клімат : Ігл-Гарбор | Клімат : Ігл-Гарбор | Клімат : Ігл-Гарбор | Клімат : Ігл-Гарбор | Клімат : Ігл-Гарбор | Клімат : Ігл-Гарбор | Клімат : Ігл-Гарбор | Клімат : Ігл-Гарбор | Клімат : Ігл-Гарбор | Клімат : Ігл-Гарбор | Клімат : Ігл-Гарбор | Клімат : Ігл-Гарбор | Клімат : Ігл-Гарбор |
| Показник                | Січ.                | Лют.                | Бер.                | Квіт.               | Трав.               | Черв.               | Лип.                | Серп.               | Вер.                | Жовт.               | Лист.               | Груд.               | Рік                 |
| Абсолютний максимум, °C | 10,6                | 13,9                | 21,1                | 26,7                | 32,8                | 35,0                | 37,8                | 36,7                | 32,8                | 29,4                | 21,7                | 13,9                | 37,8                |
| Середній максимум, °C   | −4,4                | −4,6                | 0,6                 | 7,1                 | 13,3                | 18,8                | 22,1                | 21,5                | 17,7                | 12,3                | 4,6                 | −1,7                | 8,9                 |
| Середній мінімум, °C    | −11,2               | −12,1               | −7,6                | −1,2                | 3,0                 | 7,4                 | 11,7                | 12,3                | 9,3                 | 4,7                 | −1,7                | −7,6                | 0,6                 |
| Абсолютний мінімум, °C  | −32,2               | −28,9               | −28,9               | −17,2               | −10,6               | −3,9                | 2,2                 | 2,2                 | −1,1                | −7,2                | −16,7               | −25                 | −32,2               |
| Норма опадів, мм        | 45                  | 41                  | 42                  | 48                  | 67                  | 73                  | 61                  | 71                  | 77                  | 55                  | 56                  | 47                  | 685                 |
| ----------------------- | ------------------- | ------------------- | ------------------- | ------------------- | ------------------- | ------------------- | ------------------- | ------------------- | ------------------- | ------------------- | ------------------- | ------------------- | ------------------- |
| Джерело:                |                     |                     |                     |                     |                     |                     |                     |                     |                     |                     |                     |                     |                     |

## Демографія
Згідно з переписом 2010 року, у переписній місцевості мешкало 76 осіб у 45 домогосподарствах у складі 22 родин. Густота населення становила 14 особи/км².  Було 205 помешкань (38/км²).
Расовий склад населення:
| - 98,7 % — білих |

До двох чи більше рас належало 1,3 %. Частка іспаномовних становила 3,9 % від усіх жителів.
За віковим діапазоном населення розподілялося таким чином: 5,3 % — особи молодші 18 років, 40,8 % — особи у віці 18—64 років, 53,9 % — особи у віці 65 років та старші. Медіана віку мешканця становила 66,3 року. На 100 осіб жіночої статі у переписній місцевості припадало 81,0 чоловіків;  на 100 жінок у віці від 18 років та старших — 75,6 чоловіків також старших 18 років.
Середній дохід на одне домашнє господарство  становив 73 713 долари США (медіана — 58 750), а середній дохід на одну сім'ю — 92 913 долари (медіана — 91 250). За межею бідності перебувало 2,3 % осіб, у тому числі 0,0 % дітей у віці до 18 років та 2,3 % осіб у віці 65 років та старших.
Цивільне працевлаштоване населення становило 30 осіб. Основні галузі зайнятості: публічна адміністрація — 26,7 %, освіта, охорона здоров'я та соціальна допомога — 26,7 %, виробництво — 13,3 %, мистецтво, розваги та відпочинок — 13,3 %.